# Nils Gabriel Djurklou
Nils Gabriel Djurklou (født 24. juni 1829, død 31. marts 1904) var en svensk friherre og oldtidsforsker.
Djurklou  blev student i Upsala 1847, tog kanslieksamen 1854 og overtog samme år godset Sörby, hvor han var født, og som han beholdt indtil 1880. Han helligede en stor del af sit liv til arkæologiske forskninger og til at søge at vække en mere almindelig interesse for sådanne. Det var væsentlig på hans initiativ, at foreningen for Nerike’s folkesprog og fortidsminder stiftedes 1856; denne blev forbilledet for talrige lignende i andre dele af landet. Indtil 1865 var Djurklou denne forenings sekretær. 
1865-71 foretog han arkæologiske forskningsrejser i Värmland, Vestergötland og Smaaland, over hvilke han forfattede velillustrerede, særdeles værdifulde beretninger. 1863-71 var Djurklou tjenstgørende kammerherre hos dronning Lovisa og blev 1870 underceremonimester ved hoffet, samt ved Københavns Universitets jubelfest 1879 æresdoktor i filosofi. 
Djurklou var medlem af flere lærde selskaber. 1860 blev han næstformand i direktionen for "Hjelmarens og Kvismarens Sjösänkningsbolag" og 1877 samme selskabs administrerende direktør. Han havde den væsentligste fortjeneste af nævnte søers sænkning. Derved tørlagdes 15.133 ha tidligere af vand ødelagt jord, og der indvandtes af søerne 3.670 ha ny jord eller i alt 18.803 ha. 
I 1883 udnævntes Djurklou til domæneintendant over krongodset i Örebro Amt. 
Af Djurklous mange litterære arbejder skal her nævnes: "Ur Nerikes folkspråk och folklif" (1860), "Om svensk fornforskning" (1872), "Sagor och äfventyr, berättade på svenska landsmål" (1883; illustreret oversat til norsk 1887). Han var sin tids ypperste kender af svensk adels historie.